# Torre della Pegna
La torre della Pegna, storicamente e ufficialmente in catalano algherese La Torre de la Penya, è una torre situata nei pressi di capo Caccia ad Alghero, costruita a picco su una falesia di oltre 200 metri di altezza, di origine aragonese come le vicine torri di Tramariglio e del Buru e di Porto Conte. Si trova all'interno della foresta demaniale di Porto Conte - Prigionette e ci si arriva tramite un sentiero che si interrompe e prosegue sul cammino della falesia tra la roccia e la vegetazione. Quasi di fronte alla torre, in direzione nord-ovest, è visibile l'isola Piana che si distacca dal resto della costa (zona A dell'area naturale marina protetta Capo Caccia - Isola Piana).

## Galleria d'immagini

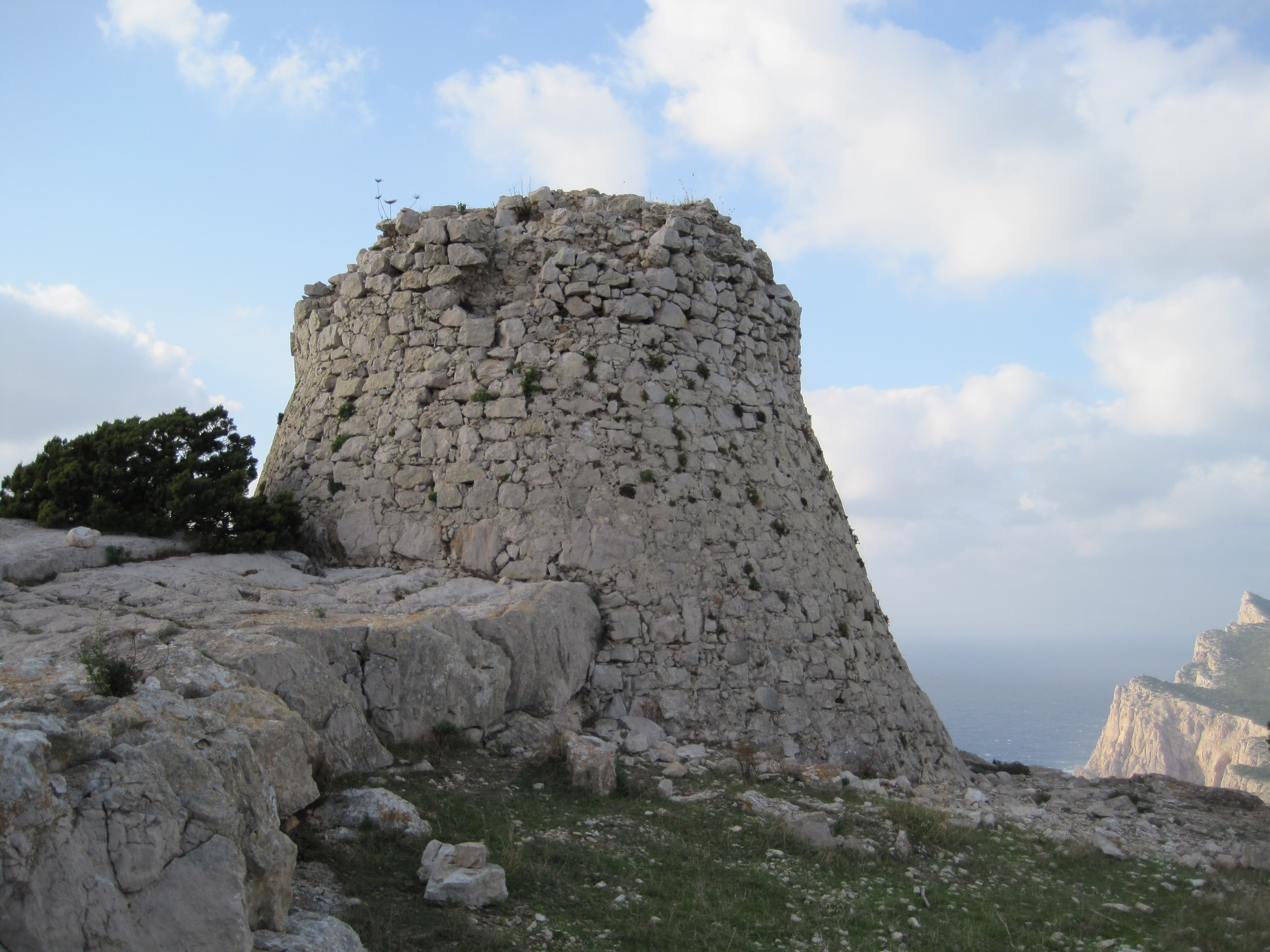
Torre della Pegna
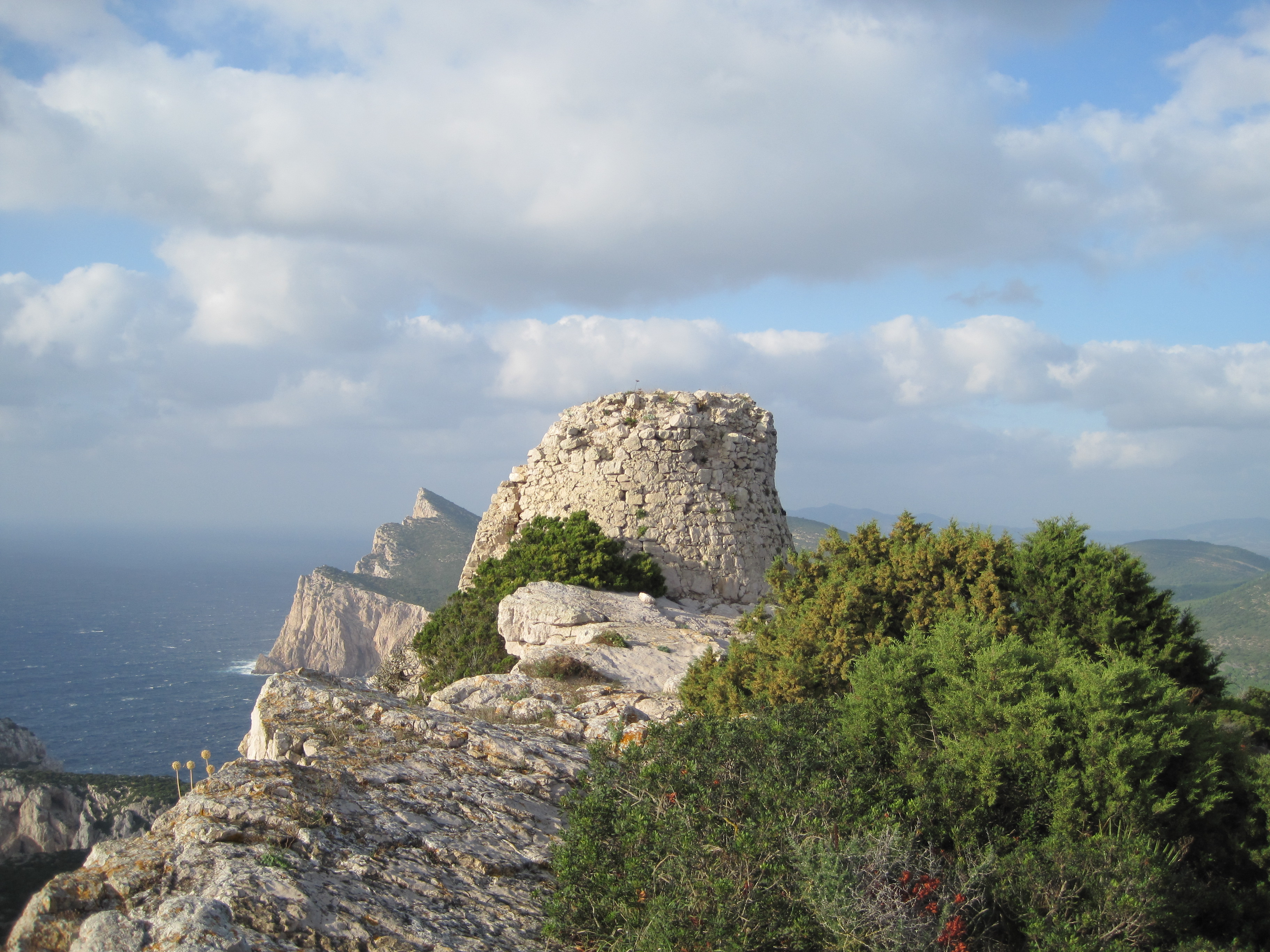
Torre della Pegna
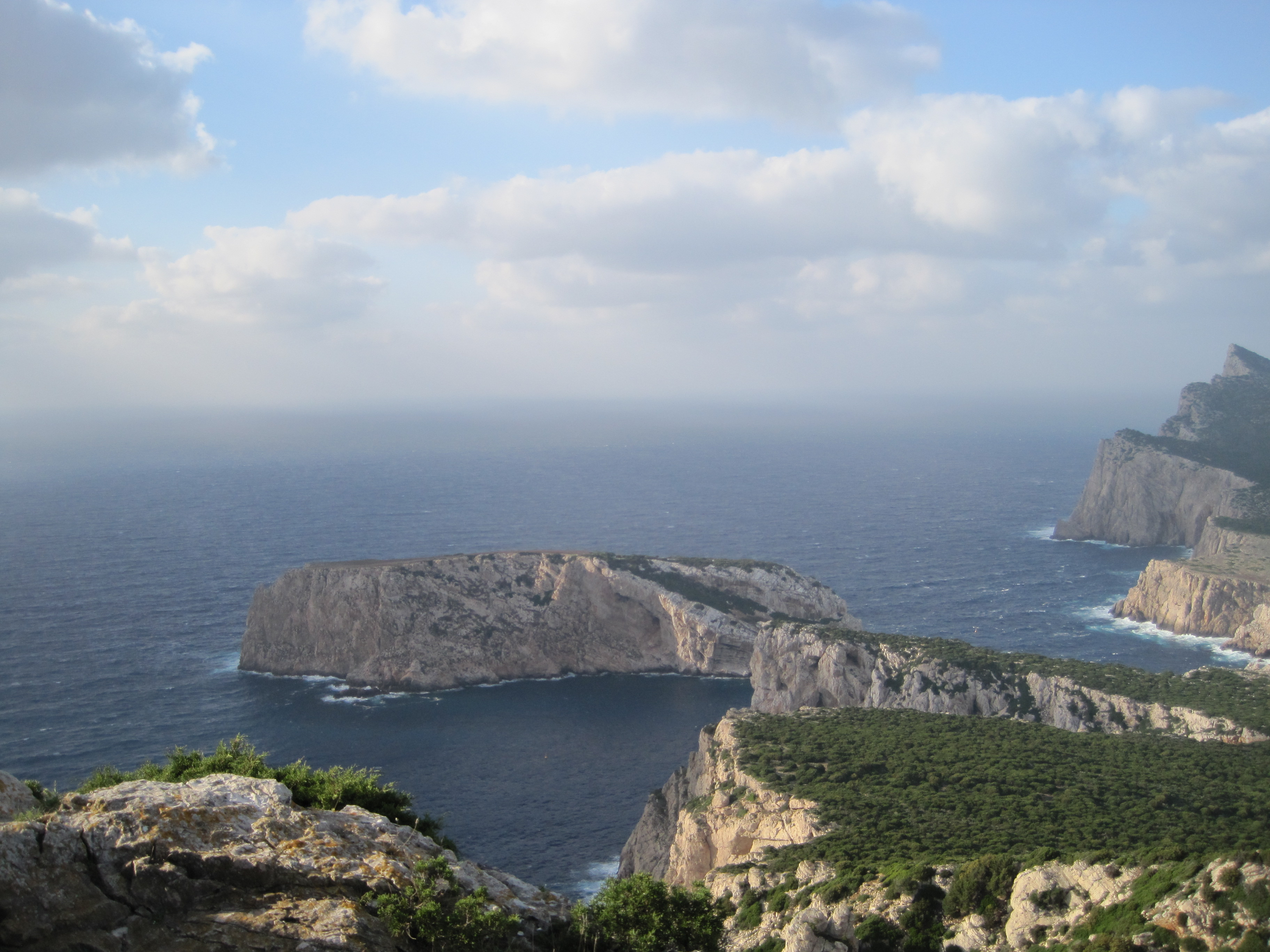
Veduta dell'isola Piana
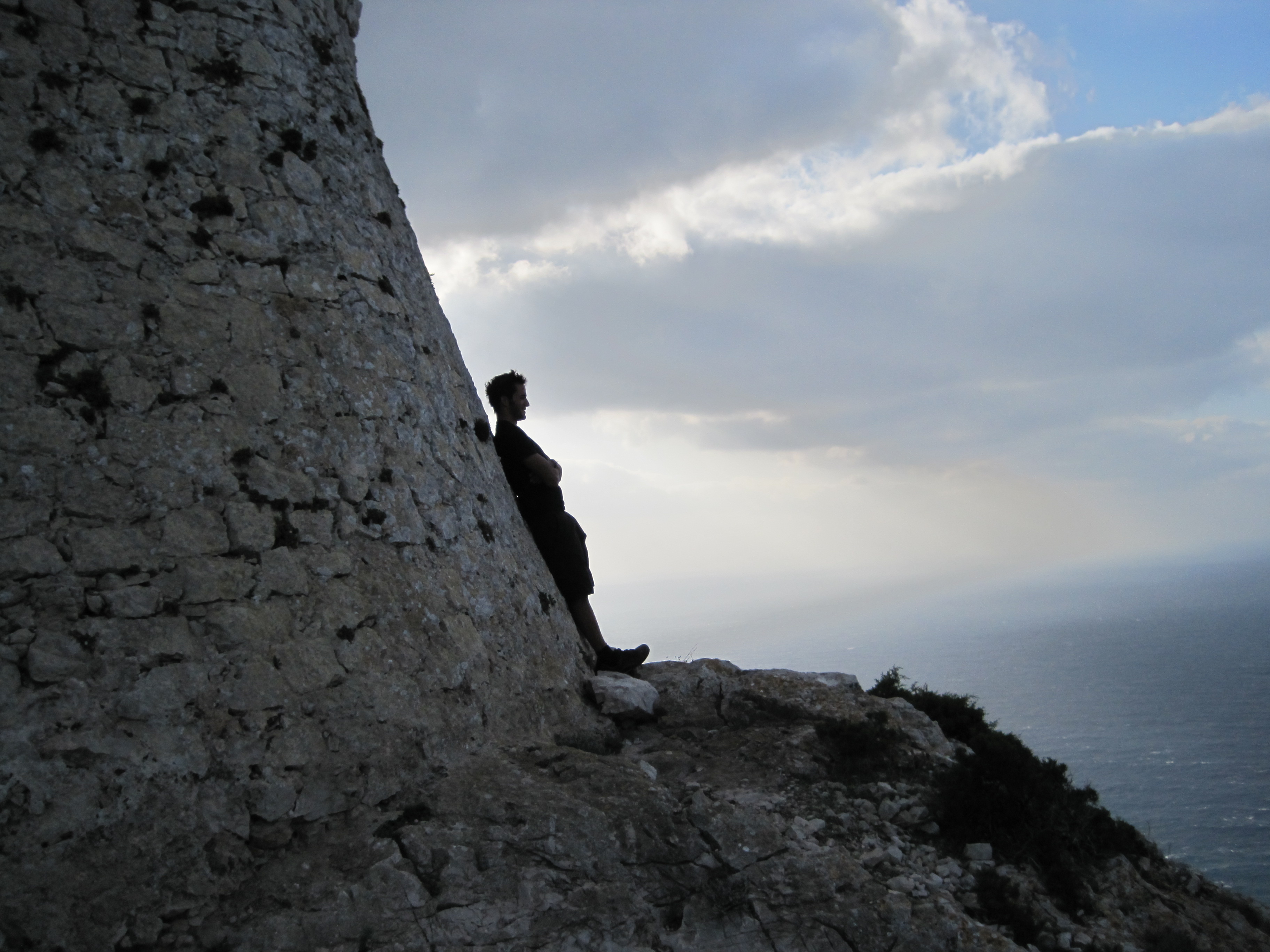
Torre della Pegna